# Танагра зеленогорла
Тана́гра зеленогорла (Stilpnia argyrofenges) — вид горобцеподібних птахів родини саякових (Thraupidae). Мешкає в Андах.

## Опис
Довжина птаха становить 13 см. Виду притаманний статевий диморфізм. У самців спина, боки і груди з боків світло-жовтувато-охристі, тім'я, шия, нижня частина тіла, груди і хвіст чорнуваті. На горлі і щоках велика, блискуча синьо-зелена пляма з чорними краями. У самиць голова і шия чорнувато-зелені, живіт і гузка сірувато-білі, груди з боків яскраво-жовто-зелені. Спина і верхня частина тіла жовті з зеленим відтінком. Пляма на обличчі дещо менш яскрава.

## Підвиди
Виділяють два підвидів:
- S. a. caeruleigularis (Carriker, 1935) — Анди на крайньому півдні Еквадору (Самора-Чинчипе), на півночі і в центрі Перу (на південь до Хуніна);
- S. a. argyrofenges (Sclater, PL & Salvin, 1876) — Болівійські Анди.

## Поширення і екологія
Зеленогорлі танагри мешкають в Еквадорі, Перу і Болівії. Вони живуть у вологих гірських тропічних лісах та на узліссях. Зустрічаються на висоті від 1200 до 2700 м над рівнем моря, переважно на висоті до 2100 м над рівнем моря. Часто приєднуються до змішаних зграй птахів. Живляться плодами і комахами.

## Збереження
МСОП класифікує цей вид як вразливий. Зеленогорлим танаграм загрожує знищення природного середовища.